# Nelson Weiper
Nelson Felix Patrick Weiper (Maguncia, Renania-Palatinado, 17 de marzo de 2005) es un futbolista alemán. Juega de delantero centro y su equipo actual es el 1. F.S.V. Mainz 05 de la Bundesliga, máxima categoría del fútbol de Alemania.

## Selección nacional
Nelson ha sido internacional con la selección de Alemania en las categorías sub-16, sub-17, sub-18, sub-20 y sub-21.
Se ha destacado en la categoría sub-17, donde convirtió 13 goles en 15 partidos jugados.
A pesar de dar 5 años de ventaja fue convocado para jugar la Eurocopa Sub-21 de 2023. Debutó con la sub-21 el 22 de junio de 2023, ingresó en los minutos finales contra Israel y empataron 1-1. Luego ingresó en el comienzo del segundo tiempo para jugar ante República Checa y fueron derrotados 2-1. Finalmente fue titular por primera vez contra Inglaterra pero fueron vencidos 2-0. Alemania no clasificó a la siguiente fase y finalmente los ingleses se coronaron campeones.

## Estadísticas
Actualizado al último partido citado el 17 de mayo de 2025.
| Club                          | Div.          | Temporada     | Liga  | Liga  | Liga   | Copas nacionales | Copas nacionales | Copas nacionales | Copas internacionales | Copas internacionales | Copas internacionales | Total | Total | Total  |
| Club                          | Div.          | Temporada     | Part. | Goles | Asist. | Part.            | Goles            | Asist.           | Part.                 | Goles                 | Asist.                | Part. | Goles | Asist. |
| ----------------------------- | ------------- | ------------- | ----- | ----- | ------ | ---------------- | ---------------- | ---------------- | --------------------- | --------------------- | --------------------- | ----- | ----- | ------ |
| 1. F.S.V. Mainz 05 · Alemania | 1.ª           | 2022-23       | 9     | 2     | 0      | -                | -                | -                | —                     | —                     | —                     | 9     | 2     | 0      |
| 1. F.S.V. Mainz 05 · Alemania | 1.ª           | 2023-24       | 5     | 0     | 0      | 1                | 0                | 0                | —                     | —                     | —                     | 6     | 0     | 0      |
| 1. F.S.V. Mainz 05 · Alemania | 1.ª           | 2024-25       | 23    | 3     | 0      | 2                | 0                | 0                | —                     | —                     | —                     | 25    | 3     | 0      |
| 1. F.S.V. Mainz 05 · Alemania | 1.ª           | 2025-26       | 0     | 0     | 0      | -                | -                | -                | -                     | -                     | -                     | 0     | 0     | 0      |
| 1. F.S.V. Mainz 05 · Alemania | Total club    | Total club    | 37    | 5     | 2      | 3                | 0                | 0                | 0                     | 0                     | 0                     | 40    | 5     | 2      |
| Total carrera                 | Total carrera | Total carrera | 37    | 5     | 2      | 3                | 0                | 0                | 0                     | 0                     | 0                     | 40    | 5     | 2      |
| 1.                            |               |               |       |       |        |                  |                  |                  |                       |                       |                       |       |       |        |

## Palmarés

### Distinciones individuales
| Distinción                           | Año  |
| ------------------------------------ | ---- |
| Medalla Fritz Walter de Oro (sub-17) | 2022 |
| Nominado al Premio Golden Boy        | 2025 |